# Колчицький Микола Федорович
Микола Колчи́цький (17 квітня 1890, село Лоска, Чернігівська губернія — 11 січня 1961, Москва) — релігійний діяч українського походження, випускник Чернігівської духовної семінарії. Канцлер Московської патріархії (1941-1960) і постійний член Священного Синоду РПЦ.

## Біографія
Народився 17 квітня 1890 року у родині настоятеля Миколаївської церкви села Лоска Кролевецького повіту Чернігівської губернії (нині Новгород-Сіверський район, Чернігівська область, Україна) священника Хведора Колчицького і його дружини Явдохи.
Навчався у Новгород-Сіверському духовному училищі. У 1911 закінчив Чернігівську духовную семінарію; у 1911 — Московську духовну академію. Прийняв священний сан восени 1914, на IV курсі академії.
У 1918 був обраний штатним священником Благовіщенського собору в Харкові.
У 1923 переїхав у Москву. Був зарахований штатним священником до храму Богоявлення у Єлохові, де служив до смерті.
27 грудня 1924 Патріархом Тихоном затверджений на посаді настоятеля Богоявленського храму у Єлохові. У 1938, після закриття однойменного собору у Дорогомілово, цей храм став кафедральным храмом патріаршого місцеблюстителя митрополита Московського і Коломенського Сергія (Страгородського).
У роки Другої світової війни (жовтень 1941 — серпень 1943) перебував з патріаршим місцеблюстителем у евакуації в Ульяновську; з кінця травня 1942 підписувався як «керівник у справах Московської Патріархії».
Під час формування Священного Синоду на Архієрейському соборі 8 вересня 1943 увійшов до числа сталих його членів на посаді Канцлера Московської Патріархії.
25 лютого 1945 зведений в сан протопресвітера.
10 квітня 1945, разом з Патріархом Алексієм I і митрополитом Миколою Ярушевичем був прийнятий Й. Сталіним.
7 лютого 1956 у зв'язку зі смертю митрополита Григорія Чукова призначений за сумісництвом головою Навчального комітету при Священному Синоді.
5 липня 1960 «з нагоди тривалої хвороби» звільнений від посади канцлера Московської Патріархії.
Помер 11 січня 1961, у зв'язку з чим «Журнал Московської Патріархії» у матеріалі, присвяченому Колчицькому, писав: «<…> У його особі Московська Патріархія понесла тяжку втрату, так як протопресвітер М. Колчицький був одним з відомих церковних діячів останніх десятиліть.»
13 січня 1961 у Богоявленському соборі його відспівав Патріарх Алексій I.
Похований в огорожі Преображенського храму в Лукині (Патріарше подвір'я Троїце-Сергієвої лаври, поблизу заміської резиденції Патріархів у Передєлкіно).

## Родина
Мав двох синів і доньку.
Старший син — артист МХАТа і кіноактор Галікс Колчицький, його син — Микола Колчицький, також кіноактор.
Молодший син — Сергій Колчицький, іподиякон патріарха Алексія I; його першою жінкою була Лідія Колчицька (1925—2001), котра протягом майже 60 років була секретарем Патріархії.